# John Carlson (ingenjör)
John Ferdinand Carlson, född 21 oktober 1869 i Kristianstad, död 5 juni 1930 i Malmö, var en svensk elektroingenjör.
Carlson, som var son till stadsinspektoren Johan Fredrik Carlson och Petronella Persson, avlade han avgångsexamen från tekniska elementarskolan i Malmö och från tekniska högskolan i Darmstadt 1895. Efter anställningar vid Asea, Maschinenfabrik Esslingen samt AEG i Berlin och Elektriska AB AEG i Stockholm var han chef för Norrköpings elektricitetsverk och spårvägar 1903–1905. Han fick lämna denna befattning efter en strid om föreningsrätten, då han bland annat anlitade strejkbrytare, och ersattes av Arthur Hultqvist. Carlson var därefter verksam som konsulterande ingenjör, först i Norrköping och från 1907 i Malmö.